# Lesosibirsk

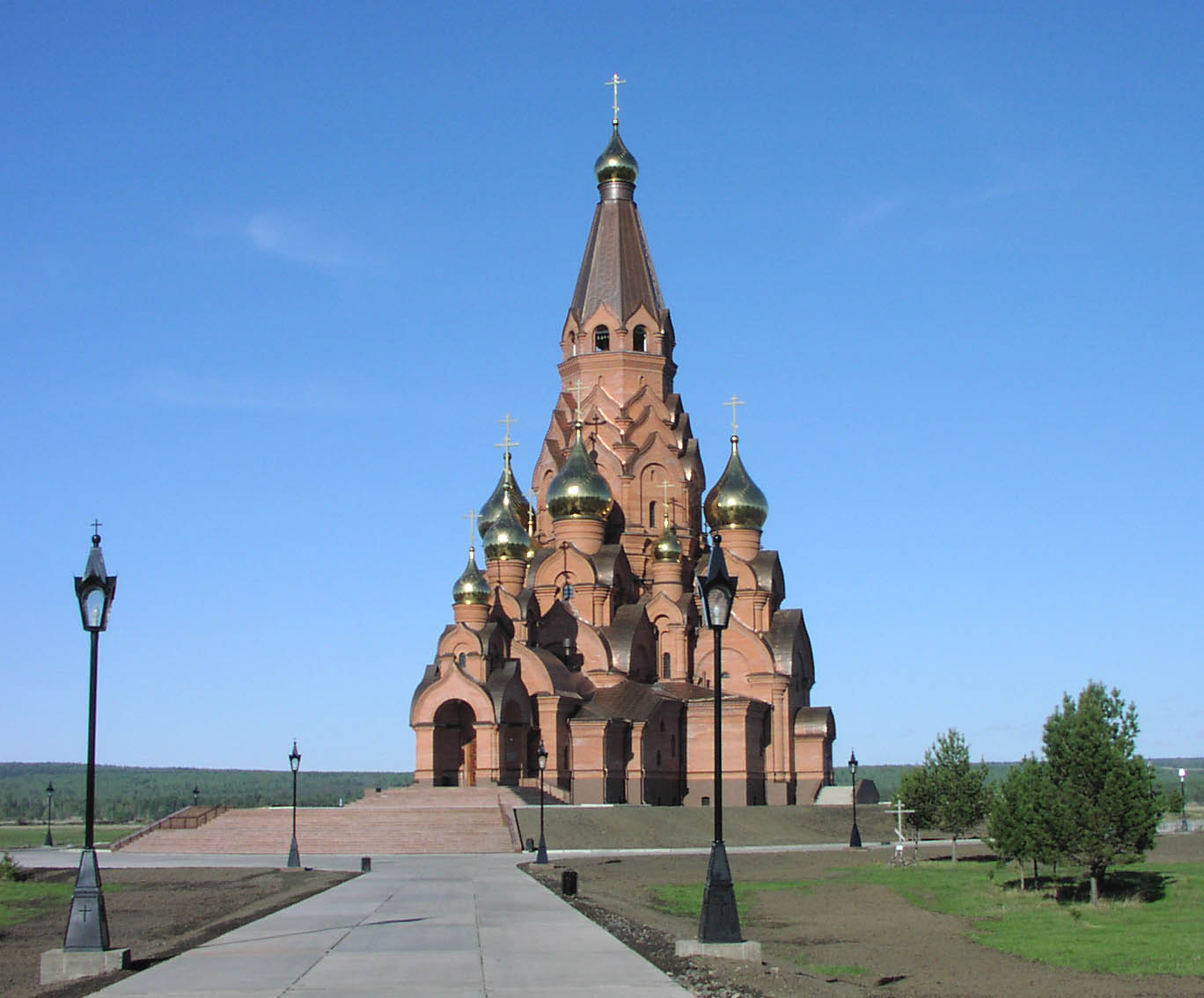
Kyrka i Lesosibirsk.

Lesosibirsk (ryska Лесосиби́рск) är en stad i centrala Krasnojarsk kraj i Ryssland och är belägen vid floden Jenisej. Folkmängden uppgick till 59 903 invånare i början av 2015, med totalt 64 842 invånare inom hela det område staden administrerar (inklusive orten Strelka och viss landsbygd).
Den norske entreprenören Jonas Lied började 1908 anlägga ett sågverk i Ledosibirsk, vilket kom i produktion 1916.